# Малов, Денис
Денис Малов (эст. Deniss Malov; 8 июня 1980, Таллин) — эстонский футболист, полузащитник.

## Биография
Воспитанник Таллинской футбольной школы («Таллина Ялгпалликоол»), тренер — Вячеслав Смирнов. В 1995 году начал выступать на взрослом уровне за старшую команду школы, одновременно играл в юношеских соревнованиях и становился трёхкратным чемпионом Эстонии в своей возрастной категории. В сезоне 1996/97 дебютировал в высшей лиге Эстонии в составе клуба «Марлекор», также играл в первой лиге за «Норму».
С 1998 года выступал за «ТФМК», в его составе неоднократно был призёром чемпионата, а в 2005 году — чемпионом Эстонии. В 2006 году перешёл в «Левадию», с которой четыре раза подряд выигрывал чемпионский титул. Всего в 2005—2009 завоевал пять чемпионских титулов подряд, а в 2000—2010 годах 11 раз подряд становился медалистом чемпионата.
В конце 2010 года перешёл в клуб первого дивизиона Кипра «Омония» (Арадиппу), провёл в нём три сезона.
В 2014 году вернулся в Эстонию, выступал за «Инфонет» и «Калев» (Силламяэ). Летом 2017 года перешёл в «Маарду ЛМ» и с ним дважды подряд (2017, 2018) побеждал в турнире первой лиги. В 2019 году выступал со своим клубом в высшем дивизионе. В 2020 году перешёл в клуб четвёртого дивизиона «Таллин».
В высшей лиге Эстонии по состоянию на конец сезона 2020 года сыграл 439 матчей и забил 93 гола. По состоянию на конец 2010-х голов входил в десятку лучших игроков за всю историю по числу сыгранных матчей.
Выступал за молодёжную сборную Эстонии.
В 2010-е годы также работает детским тренером. Тренировал команду «Инфонета» 2009 года рождения.

## Достижения
- Чемпион Эстонии (5): 2005, 2006, 2007, 2008, 2009
- Серебряный призёр чемпионата Эстонии (4): 2001, 2003, 2004, 2010
- Бронзовый призёр чемпионата Эстонии (2): 2000, 2002
- Обладатель Кубка Эстонии (3): 2003, 2007, 2010
- Обладатель Суперкубка Эстонии (1): 2010